# Уральский рабочий (издательство)
Ура́льский рабо́чий — государственное издательско-полиграфическое предприятие в Екатеринбурге, находящееся в ведении Минцифры России.

## История
Издательство было образовано 19 мая 1926 года постановлением Президиума Уральского облисполкома на базе упразднённого акционерного общества «Уралкнига».
Издательство выпускало газеты «Уральский рабочий», «На смену!», «Крестьянскую газету» и журнал «Шапи-Агай». Издания печатались в свердловской типографии «Гранит», которая в 1932 году вошла в состав издательства. В 1935 году для размещения производства и редакции был построен Дом печати.
В 1970—1985 годах были построены новые производственные корпуса, модернизировано полиграфическое оборудование. В 1990 году издательство вошло в число крупнейших полиграфических предприятий страны, выпуская 4 млн экземпляров газет в сутки, 18 млн экземпляров книг в твёрдом переплёте и 15 млн экземпляров книг в мягкой обложке в год. В этот период штат издательства насчитывал 1485 сотрудников. В структуру издательства входил также пионерский лагерь, база отдыха «Уральские самоцветы», детский сад, а также молодёжное общежитие.
Издательство «Уральский рабочий» неоднократно становилось лауреатом конкурсов, проводившихся Госкомиздатом СССР и РСФСР.
В конце 1990-х годов издательство было ведущим полиграфическим предприятием Урало-Сибирского региона по производству книжной продукции. По состоянию на 2001 год, на предприятии было занято около 550 человек.
В 2015 году предприятие было выставлено на продажу, активы были оценены в 690,8 млн рублей. В 2016 году оценка была снижена до 583 млн рублей, в 2017 году — 488 млн рублей, но торги были отменены по инициативе Росимущества.
В 2018 году чистая прибыль издательства составила 5,3 млн рублей, что на 37 % ниже показателя 2017 года.
По состоянию на 2020 год, предприятие вновь было выставлено на продажу за 402 млн рублей. Имущество предприятия включает в себя производственный корпус, компрессорную станцию и ремонтно-строительный цех, административный корпус на улице Тургенева, 13, а также склады и гараж.